# كلاوديو موديستو
كلاوديو موديستو هو قس وسياسي برازيلي، ولد في 23 مايو 1966 في ريو دي جانيرو في البرازيل. نشط حزبياً في حزب العمل الديمقراطي.